# Die Abenteuer des Sherlock Holmes (Anime)
Die Abenteuer des Sherlock Holmes (jap. 名探偵ホームズ, Meitantei Hōmuzu, zu deutsch Meisterdetektiv Holmes) ist eine italienisch-japanische Anime-Koproduktion von Rai – Radiotelevisione Italiana und Tokyo Movie Shinsha und basiert lose auf den Sherlock Holmes Geschichten von Arthur Conan Doyle. Die Figuren in der Serie werden als anthropomorphe Hunde dargestellt und die Handlung ist in einem fiktiven England des 19. Jahrhunderts angesiedelt.

## Handlung
Der Privatdetektiv Sherlock Holmes und sein tollpatschiger Assistent Dr. Watson helfen in regelmäßigen Abständen Scotland Yard, die verzwicktesten Fälle zu lösen. Hinter diesen steckt meist Holmes hinterlistiger Erzfeind Professor Moriarty und seine beiden Handlanger Todd und Smiley, die einen seltenen Schatz stehlen oder Chaos stiften wollen. Unterstützt werden die beiden Detektive von ihrer Haushälterin, der 19-jährigen Witwe Mrs. Hudson, auf die Holmes schon länger ein Auge geworfen hat. Scotland Yard und deren grimmiger Inspektor Lestrade sind dagegen eher ein Hindernis für Holmes, da sie von dessen Methoden nichts halten.

## Produktion und Veröffentlichung
Die Produktion der Serie begann bereits 1981 unter im Auftrag von Rai – Radiotelevisione Italiana beim japanischen Animationsstudio TMS Entertainment unter der Regie von Hayao Miyazaki. Nachdem Miyazaki sechs Folgen für die Serie fertiggestellt hatte, kam es zu rechtlichen Problemen mit dem Nachlass von Arthur Conan Doyle rund um die Figur Sherlock Holmes und die Produktion wurde eingestellt. Erst nachdem zwei der Folgen mit geringen Veränderungen zur Vermeidung rechtlicher Probleme im Kino gelaufen waren und ein öffentliches Interesse an der Serie aufkam, konnten Lizenzprobleme bereinigt werden. Nun stand Hayao Miyazaki nicht mehr für die Produktion zur Verfügung und Kyōsuke Mikuriya übernahm die Leitung der Produktion bei den übrigen 20 Folgen der Serie. Die unter Miyazaki entstandenen Folgen wurden schließlich zu den Folgen 3 bis 5 und 9 bis 11 der am Ende 26 Folgen umfassenden Serie. Die Drehbücher der Serie schrieben Keishi Yamazaki und Mayumi Shimazaki, die Charakterdesigns entwarfen Gi und Marco Pagot sowie bei TMS Entertainment Yoshifumi Kondō und Tsukasa Tannai. Die künstlerische Leitung lag bei Nizō Yamamoto und Jin Kageyama. Für die Kameraführung waren Akio Wakana und Hirokata Takahashi verantwortlich, Produzent war Yoshimitsu Takahashi. Um die Übersetzung für den italienischen Auftraggeber zu erleichtern, produzierte man bereits im Original mit englischen Dialogen.
Bereits vor der Fernsehpremiere der Serie wurden die Folgen 5 und 9 1984 als Vorfilm zu Miyazakis Film Nausicaä aus dem Tal der Winde gezeigt. Aufgrund der noch nicht gänzlich geklärten rechtlichen Situation wurden die Namen einiger Figuren in dieser Fassung geändert. Während Holmes und Watson ihre Namen behielten, wurde Mrs. Hudson zu Mrs. Ellison und Professor Moriarty zu Professor Moroach. Die komplette Serie wurde dann vom 6. November 1984 bis 21. Mai 1985 bei TV Asahi in Japan gezeigt. Außer beim Auftraggeber Rai in Italien erfolgten international außerdem mehrfache Ausstrahlungen bei diversen Sendern in Frankreich und Spanien sowie über Kuwait Television und Qatar TV im arabischen Raum. Eine englische Fassung wurde von UTB Hollywood sowie in Großbritannien gezeigt und erschien später auf Kaufmedien sowie online bei mehreren Streamingdiensten.

### Besetzung
Die deutsche Synchronisation entstand bei den Planet Wave Studios in Hamburg.
| Rolle              | Japanischer Sprecher (Seiyū) | Deutscher Synchronsprecher |
| ------------------ | ---------------------------- | -------------------------- |
| Sherlock Holmes    | Taichirō Hirokawa            | Douglas Welbat             |
| Dr. Watson         | Kōsei Tomita                 | Gottfried Kramer           |
| Mrs. Hudson        | Yōko Asagami                 | Brigitte Böttrich          |
| Inspektor Lestrade | Shōzō Iizuka                 | Harald Halgardt            |
| Professor Moriarty | Chikao Ōtsuka                | Achim Schülke              |
| Smiley             | Mitsuo Senda                 | Thomas Karallus            |
| Todd               | Hiroshi Masuoka              |                            |

### Musik
Die Musik zur Serie stammt von Kentarō Haneda. Der Liedtext des Vorspanns Sora Kara Koboreta Story und Abspanns Thames Gawa no Dance stammt von Yoshiko Miura und wurden beiden von Ken Sato komponiert. Eingesungen wurden beide Songs vom japanischen Gesangsduo Da Capo. International wurde als Vor- und Abspann jeweils die Instrumentalversion der japanischen Version benutzt.

## Episodenliste
| Nr. (ges.) | Nr. (St.) | Deutscher Titel                        | Originaltitel                                                      | Erstausstrahlung Japan | Deutschsprachige Erstveröffentlichung (D/A/CH) | Regie            | Drehbuch        |
| ---------- | --------- | -------------------------------------- | ------------------------------------------------------------------ | ---------------------- | ---------------------------------------------- | ---------------- | --------------- |
| 1          | 1         | Zu zweit gegen die Piraten             | 彼がうわさの名探偵 Kare ga uwasa no mei tantei                     | 6. Nov. 1984           | –                                              | Kenji Hayakawa   | Yoshihisa Araki |
| 2          | 2         | Die Krone des Mazalin                  | 悪の天才モリアーティ教授 Aku no tensai moriāti kyōju               | 13. Nov. 1984          | –                                              | Kenji Hayakawa   | Yoshihisa Araki |
| 3          | 3         | Die kleine Kundin                      | 小さなマーサの大事件！？ Chīsana māsa no daijigen!?                | 20. Nov. 1984          | –                                              | Hayao Miyazaki   | Hayao Miyazaki  |
| 4          | 4         | Die Entführung der Mrs. Hudson         | ミセス・ハドソン人質事件 Misesu Hadoson hitojichi jiken            | 27. Nov. 1984          | –                                              | Hayao Miyazaki   | Sunao Katabuchi |
| 5          | 5         | Der blaue Karfunkelstein               | 青い紅玉 Aoi kōgyoku                                               | 4. Dez. 1984           | –                                              | Hayao Miyazaki   | Sunao Katabuchi |
| 6          | 6         | Der grüne Luftballon                   | 緑の風船のなぞをとけ！ Midori no fūsen no nazo o toke!             | 11. Dez. 1984          | –                                              | Sumio Tokoro     | Yoshihisa Araki |
| 7          | 7         | Die heilige Statue                     | 大追跡！ちびっこ探偵団 Dai tsuiseki! Chibikko tantei-dan           | 18. Dez. 1984          | –                                              | Seiji Okuda      | Yoshihisa Araki |
| 8          | 8         | Das gefleckte Seil                     | まだらのひも Mada ra no himo                                       | 8. Jan. 1985           | –                                              | Kenji Hayakawa   | Yoshihisa Araki |
| 9          | 9         | Der Schatz auf dem Meeresgrund         | 海底の財宝 Kaitei no zaihō                                         | 15. Jan. 1985          | –                                              | Hayao Miyazaki   | Sunao Katabuchi |
| 10         | 10        | Die weißen Felsen von Dover            | ドーバー海峡の大空中戦！ Dōbā kaikyō no dai kūchū-sen!             | 22. Jan. 1985          | –                                              | Hayao Miyazaki   | Sunao Katabuchi |
| 11         | 11        | Das Verschwinden der Goldmünzen        | ねらわれた巨大貯金箱 Nerawa reta kyodai chokin-bako                | 29. Jan. 1985          | –                                              | Nobuo Tomizawa   | Toshiya Itō     |
| 12         | 12        | Die Verfolgungsjagd                    | 教授嵐の大失敗！！ Kyōju arashi no dai shippai!!                   | 5. Feb. 1985           | –                                              | Sumio Tokoro     | Yoshihisa Araki |
| 13         | 13        | Der verschwundene Zugwaggon            | 貨車が消えた！？教授の大魔術 Kasha ga kieta!? Kyōju no dai majutsu | 12. Feb. 1985          | –                                              | Seiji Okuda      | Tsunehisa Itō   |
| 14         | 14        | Der korallenrote Hummer                | 珍味！さんごのロブスター Chinmi! San go no robusutā                | 19. Feb. 1985          | –                                              | Kenji Hayakawa   | Yoshihisa Araki |
| 15         | 15        | Auf der Suche nach der goldenen Statue | 見たか！ピカピカの大どろぼう Mita ka! Pikapika no dai doro bō      | 16. Feb. 1985          | –                                              | Kenji Hayakawa   | Yoshihisa Araki |
| 16         | 16        | Das heilige Schwert                    | 魔城！ホームズ生か死か？ Ma-jō! Hōmuzu ikashika?                   | 5. März 1985           | –                                              | Seiji Okuda      | Tsunehisa Itō   |
| 17         | 17        | Das Themse-Monster                     | テムズ川の怪物 Temuzugawa no kaibutsu                              | 12. März 1985          | –                                              | Kenji Hayakawa   | Tsunehisa Itō   |
| 18         | 18        | Die drei Studenten                     | ネス湖に散ったドジ作戦！ Nesu-ko ni chitta doji sakusen!           | 19. März 1985          | –                                              | Kenji Hayakawa   | Hayao Yamadori  |
| 19         | 19        | Der Stein von Rosette                  | 漱石・ロンドン凧合戦！ Sōseki Rondon takogassen!                   | 26. März 1985          | –                                              | Seiji Okuda      | Toshirō Ishidō  |
| 20         | 20        | Gefährlicher Jungfernflug              | 飛行船しろがね号を追え！ Hikōsen shiro ga ne-gō o oe!              | 2. Apr. 1985           | –                                              | Takaya Mizutani  | Yoshihisa Araki |
| 21         | 21        | Der königliche Hengst                  | ブンブン！はえはえメカ作戦 Bunbun! Hae wa e meka sakusen           | 9. Apr. 1985           | –                                              | Takaya Mizutani  | Yoshihisa Araki |
| 22         | 22        | Die phantastischen Flugmaschinen       | ハチャメチャ飛行機大レース Hachamecha hikōki dai rēsu              | 16. Apr. 1985          | –                                              | Takaya Mizutani  | Yoshihisa Araki |
| 23         | 23        | Der entführte Papagei                  | 知恵くらべ！オウム対教授 Chie kurabe! Ōmu tai kyōju                | 23. Apr. 1985          | –                                              | Kenji Hayakawa   | Yoshihisa Araki |
| 24         | 24        | Der letzte Schlag von Big Ben          | 聞け！モリアーティ讃歌 Kike! Moriāti sanka                         | 7. Mai 1985            | –                                              | Takashi Tanazawa | Tsunehisa Itō   |
| 25         | 25        | Die vertauschte Puppe                  | 大混乱！人形すりかえ事件 Dai konran! Ningyō surikae jiken          | 14. Mai 1985           | –                                              | Kenji Hayakawa   | Yoshihisa Araki |
| 26         | 26        | Die verschwundene Braut                | さよならホームズ！最後の事件 Sayonara hōmuzu! Saigo no jiken       | 21. Mai 1985           | –                                              | Kenji Hayakawa   | Hayao Yamadori  |

## Kompilationsfilme
Zur Serie gibt es zwei Kinofilme, wobei es sich bei beiden um Kompilationsfilme handelt, für die jeweils zwei Folgen der Serie zusammengeschnitten wurden, um eine fortlaufende Handlung zu erzählen:
- Meisterdetektiv Holmes Blauer Rubin Kapitel / Unterwasserschatz Kapitel (名探偵ホームズ 青い紅玉の巻/海底の財宝の巻 Meitantei Hōmuzu Aoi Kōgyoku no Maki / Kaitei no Zaihō no Maki) besteht aus den beiden Folgen Der blaue Karfunkelstein und Der Schatz auf dem Meeresgrund und wurde 1984 als Vorfilm zu Nausicaa aus dem Tal der Winde gezeigt.[4]
- Meisterdetektiv Holmes Mrs. Hudsons Geiselfall / Große Luftschlacht in den Straßen von Dover! (名探偵ホームズ ミセス・ハドソン人質事件／ドーバー海峡の大空中戦！ Meitantei Hōmuzu Misesu Hadoson Hitojichi Jiken / Dōbā Kaikyō no Dai Kūchū-sen!) besteht aus den beiden Folgen Die Entführung der Mrs. Hudson und Die weißen Felsen von Dover und wurde 1986 als Vorfilm zu Das Schloss im Himmel gezeigt.[4]

## Rezeption
Die Ausstrahlung im britischen Fernsehen war ein großer Erfolg. Der Serie, so die Anime Encyclopedia, sei „voll Charme, Witz und Energie“. Die deutsche Zeitschrift AnimaniA schreibt von einer gelungenen Mischung aus Situationskomik, Action und Spannung, die den Zuschauer noch immer fesseln könnten. Die Charaktere seien vielfältig, die Umsetzung handwerklich ausgereift.